# Ornithogalum beyazoglui
Ornithogalum beyazoglui ist eine Pflanzenart aus der Familie der Spargelgewächse (Asparagaceae). Sie ist nur von einem Fundort in Westanatolien bekannt.

## Beschreibung
Ornithogalum beyazoglui erreicht eine Wuchshöhe von 3,5 bis 17 Zentimetern. Die Zwiebeln messen 10 bis 17 × 7 bis 15 Millimeter. Bulbillen werden nicht gebildet. Die äußeren Zwiebelhäute sind braun, die inneren dagegen weißlich und häutig. Der Schaft ist 0,5 bis 6,5 Zentimeter lang, meist aufrecht und kahl. Die zwei oder drei, selten vier Blätter messen 4 bis 15 (selten bis 17) × 0,3 bis 1 Zentimeter. Sie sind viel länger als der Schaft, ausgebreitet oder aufrecht, meist lanzettlich, seltener lineal-lanzettlich, kahl, meist flach oder leicht rinnig oder auch lediglich an der Blattspitze rinnig. Die ganzrandigen Blätter verschmälern sich allmählich in ein spitzes Ende. Eine weiße Mittellinie ist nicht vorhanden.
Der Blütenstand ist traubig und besteht aus zwei bis zwölf Blüten. Die Blütenstiele sind während der Blütezeit bis 3 und während der Fruchtreife bis 4 Zentimeter lang. Zur Blütezeit sind sie aufsteigend, einige biegen sich beim Fruchten stark zurück. Die Blütenstiele sind länger als die Blütenhüllblätter. Die Tragblätter sind 0,5 bis 2 Zentimeter lang, lanzettlich oder linealisch bis lanzettlich, zugespitzt und ebenso lang oder kürzer als die Blütenstiele. Die Blütenhüllblätter sind 9 bis 12 Millimeter lang, innen weiß gefärbt und außen grün mit schmalen weißen Rändern. Die Staubfäden messen 4 bis 5 × 1 bis 1,5 Millimeter und sind zugespitzt. Die Staubbeutel sind 2 bis 2,5 Millimeter lang, weißlich bis schmutzig weiß und weder geflügelt noch gezähnt. Der Fruchtknoten ist 2 bis 3 × 1,5 bis 2 (selten bis 3) Millimeter groß, eiförmig und länger als die Griffel. Die Griffel sind ungefähr 1 bis 1,8 (selten bis 2) Millimeter lang. Die Früchte sind Kapseln, die 0,6 bis 1 × 0,5 bis 1 Zentimeter groß, eiförmig und geflügelt sind. Die zahlreichen Samen sind 1,5 bis 2 × 1 bis 1,2 Millimeter groß, schwarz, rau und kugelförmig bis fast kugelförmig.
Ornithogalum beyazoglui blüht und fruchtet im Mai und Juni.

## Vorkommen
Ornithogalum beyazoglui ist in der Türkei in West-Anatolien, Ödemiş-İzmir, auf dem Berg Boz Dağı (Izmir) endemisch. Die Art ist ein irano-turanisches Florenelement. Der Lebensraum sind Hochgebirgssteppen und feuchte Weiden in Höhenlagen von 1750 bis 1900 Metern. Mit Ornithogalum beyazoglui vergesellschaftet sind Ornithogalum nutans, Flockenblumen (Centaurea sp.), Ampfer (Rumex sp.), und Wolfsmilch (Euphorbia sp.).

## Gefährdung
Die Art ist noch nicht in der Roten Liste der IUCN enthalten, erfüllt aber die Bedingungen für eine Einstufung als vom Aussterben bedroht („critically endangered“).

## Systematik
Ornithogalum beyazoglui wurde 2011 von den türkischen Botanikern Yavuz Bağcı, Ahmet Savran und Olcay Dinç Düşen erstbeschrieben. Der Artname Ornithogalum beyazoglui wurde zu Ehre des türkischen Botanikers Osman Beyazoğlu vergeben.
Ein rasterelektronenmikroskopischer Vergleich der Samenoberflächen von Ornithogalum beyazoglui mit denen von Ornithogalum lanceolatum ergab, dass beide Arten nahe miteinander verwandt sind.

## Belege
- Yavuz Bağcı, Ahmet Savran, Olcay Dinç Düşen, Lüfti Tutar: Ornithogalum beyazoglui (Hyacinthaceae), a new Species from West Anatolia, Turkey. In: Bangladesh Journal of Plant Taxonomy. Band 18, Nr. 1, 2011, S. 51–55, doi:10.3329/bjpt.v18i1.7838.